# Ans Persoons
Ans Persoons, née le 30 avril 1979 à Anvers, est une femme politique belge membre du parti socialiste flamand Vooruit.
Depuis juin 2023, elle est secrétaire d'Etat au sein du gouvernement bruxellois, à la suite de la démission de Pascal Smet.

## Biographie
Ans Persoons a étudié l'histoire à l'Université de Gand, et les sciences politiques à SciencesPo Paris.
Entre 2003 et 2004, elle réalise un stage au sein du Parlement européen, puis intègre entre 2004 et 2005 le cabinet de Pascal Dufour, échevin à Ixelles. Entre 2005 et 2012, elle travaille comme conseillère au Bureau de Liaison Bruxelles-Europe.
En 2012, elle est élue conseillère communale à la Ville de Bruxelles, et devient échevine des affaires néerlandophones et des contrats de quartier. À la suite de l'affaire du Samusocial, elle démissionne en juin 2017, et rejoint l'équipe de communication du sp.a.
À la suite des élections communales de 2018, Ans Persoons redevient échevine, en charge cette fois de l'Urbanisme, de l'Espace Public et de l'Enseignement néerlandophone.
En juin 2023, elle est nommée co-présidente de la section bruxelloise de Vooruit, avec Suzy Bleys. Le 19 juin, à la suite de la démission de Pascal Smet, elle devient secrétaire d'Etat bruxelloise à l'Urbanisme, au Patrimoine, aux Relations Internationales et Commerce extérieur, et à la Protection contre les Incendies et l'Aide médicale urgente.

## Vie privée
Ans Persoons vit à Laeken, sur le territoire de la Ville de Bruxelles. Son compagnon est Britannique. Le couple a deux filles : Frances, née en 2014, et Robyn, née en 2017.